# Sergej Vladimirovič Michalkov
Sergej Vladimirovič Michalkov (rusky Сергей Владимирович Михалков) (13. března 1913 – 27. srpna 2009) byl ruský dramatik a autor knih pro děti. Především je znám jako autor dvou verzí slov hymny Sovětského svazu a posléze hymny Ruska. Jeho synové Andrej Končalovskij a Nikita Michalkov jsou známými ruskými herci a režiséry, jeho manželka Natalja Petrovna Končalovská (1903–1988) byla básnířka a překladatelka.

## Dílo (česká vydání)
Hymna Sovětského svazu byla v Československu opakovaně vydávána od roku 1945. Z češtiny přeložil do ruštiny libreto opery Antonína Dvořáka Čert a Káča. Z ostatních děl vyšlo česky:
- Smích a slzy (Veselé pásmo snu ve 3 jednáních, přel. Zdenka Vovsová; Praha, Komenium, 1949)
- Chci domů (hra o 9 obrazech,přeložila Ludmila Burešová; Praha, Umění lidu, 1950 a Dilia 1953)
- Pionýrský šátek (hra o třech jednáních, přel. Karel Dittler; Praha, Mladá fronta, 1950, Orbis 1955, Dilia 1960)
- Zvláštní poslání (přeložil Karel Dittler; Praha, Mladá fronta, 1950 a Dilia 1953)
- Ilja Golovin (Jarní vody) (hra o 3 dějstvích a 4 obrazech, přeložil Viktor Růžička; Praha, Dilia, 1951 a Praha, Osvěta 1951 s hudbou E. F. Buriana)
- Stavíme (přeložil Jiří V. Svoboda ; ilustroval A. Pachomov; Praha, Státní nakladatelství dětské knihy, 1951)
- Víš, co děláme? (přeložil J. V. Svoboda, ilustrace Alexej Pachomov; Praha, SNDK, 1952)
- Táta, máma a já (přeložil Jan Noha, ilustrace Alexej Pachomov; Praha, SNDK, 1953)
- Zajíček Hrdopýšek (pohádka o 2 jednáních s prologem, přeložili František Holešovský, Jaroslav Závada, ilustrace J. Račov; Praha, SNDK 1953, 1956)
- Satiry a bajky (přeložil a uspořádal Jiří Plachetka ; předmluva Václav Lacina; Praha, Mladá fronta, 1954)
- Cizí role (hra pro mládež o 3 dějstvích, přeložil František Daniel; Praha, Orbis, 1956 a Dilia 1960)
- Strýček Štěpán a veselí přátelé(obrázky namaloval Ondřej Sekora; Praha, Svět sovětů, 1958)
- Vlastní poník (satirická veselohra o 3 dějstvích,přeložili Jiří a Růžena Seydlerovi, Praha, Dilia, 1959) Zobrazení exemplářů s možností jejich objednání
- Sombrero (veselohra o 3 dějstvích, přeložila Helena Dvořáková ; doslov Helena Dvořáková; Praha, Orbis, 1960)
- Zajíček Chlubílek (pohádka o 2 dějstvích s prologem, přeložily Alžběta Bendová, Věra Kalendová; Praha, Dilia, 1960)
- Robinzoni (komedie o 3 dějstvích, přeložili Jiří a Růžena Seydlerovi; Praha, Dilia, 1962)
- Jak našel medvěd dýmku (přeložila Marie Bieblová; Praha, SNDK, 1963)
- Já a můj kamarád (přeložila Zora Beráková; Praha, SNDK, 1967)
- Svátek neposluchů (přeložila Zuzana Ceplová, ilustrace Ota Janeček; Praha, Albatros, 1974)
- Mazlíček Rek (přeložila Věra Adlová, ilustrace Olga Čechová; Praha, Albatros, 1976)
- Pěna (přeložila a upravila Jana Klusáková; Praha, Dilia, 1976)
- Příhoda v pasáži (neuvěřitelná historie o 2 dějstvích na motivy povídky F. M. Dostojevského Krokodýl, přeložili Jiří a Růžena Pochovi; Praha, Dilia, 1979)
- Ozvěna (hra ve 2 dějstvích a 5 obrazech, přeložila Jana Klusáková; Praha, Dilia, 1982)
- Malým neposluchům (verše, bajky a pohádky, přeložila Zora Beráková; Praha, Albatros, Moskva, Raduga, 1985)
- Spánek jako marcipánek (přeložila Hana Vrbová; Praha, Albatros, 1985)
- Moje štěně (ilustrace Zdeněk Miler, přeložil Václav Fišer; Praha, Panorama 1988, Futura 1995, Knižní klub, překlad Michal Černík, 2010 a 2016)

### Externí odkazy

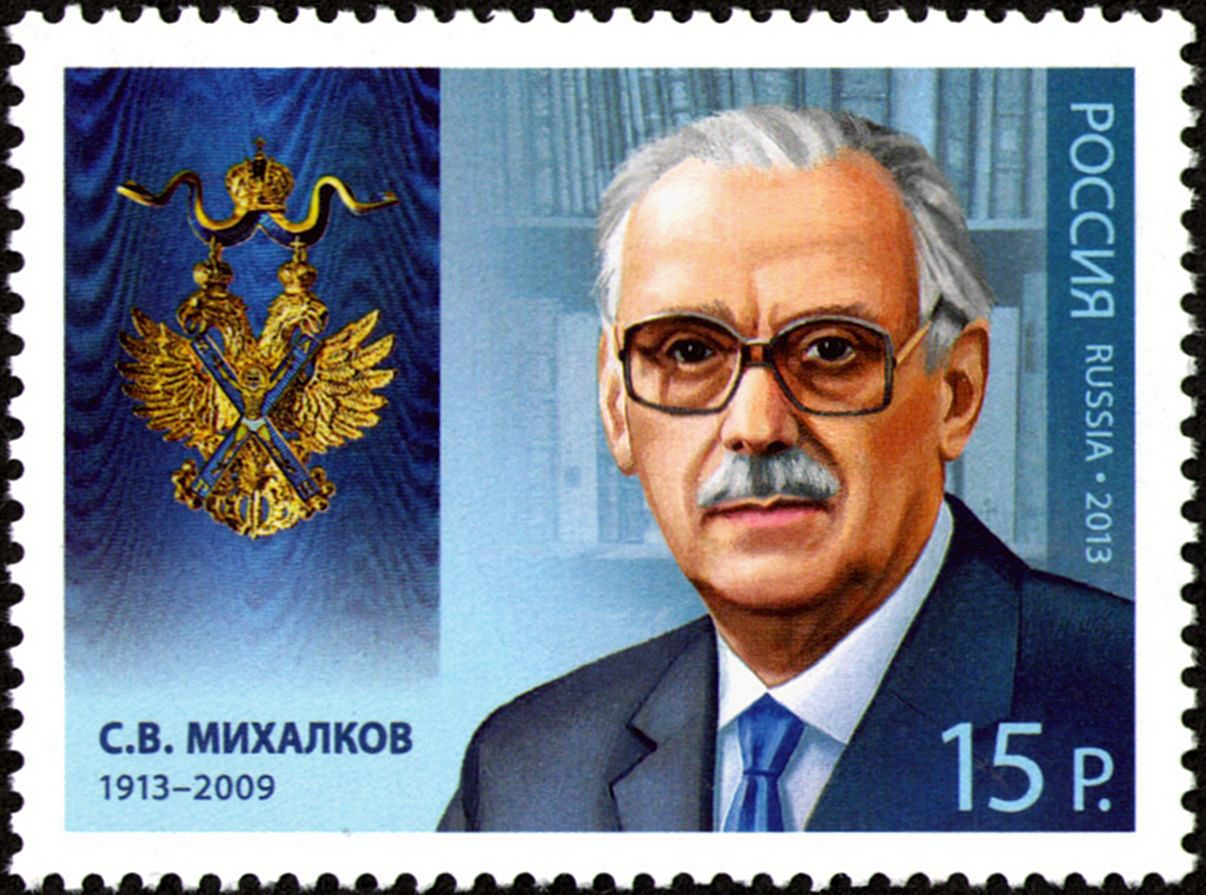
Sergej Vladimirovič Michalkov na poštovní známce